# カメリア (小惑星)
カメリア (957 Camelia) は小惑星帯に位置する小惑星である。ハイデルベルクのケーニッヒシュトゥール天文台でカール・ラインムートによって発見された。
ツバキ科のツバキ属 (Camellia) にちなんで命名された。